# オットー・シュバルツ
オットー・カール・アントン・シュバルツ（Otto Karl Anton Schwarz、1900年4月29日 - 1983年4月7日）は、ドイツの植物学者である。イェーナ大学の学長、ドイツ民主共和国の人民議会の議員を務めた。シュワルツとも表記。

## 略歴
ヴァイマルで職人の息子に生まれた。第一次世界大戦で1918年から兵役につき、ドイツ革命前後の兵士と労働者による評議会組織、労兵レーテのメンバーとなった。イェーナ大学、ハンブルク大学、ベルリン大学で植物学を学び1927年にオーストラリアの植物の研究で学位を得た。1919年に自由社会主義青年団（Freie sozialistische Jugend、後にドイツ共産主義青年連盟:Kommunistischer Jugendverband Deutschlandsとなる）のメンバー、1923年に赤色学生連盟Roten Studentenbundes、1927年にドイツ共産党に入党した。1928年に帝国農林生物学研究所（ Biologischen Reichsanstalt für Land- und Forstwirtschaft）の助手として働き、1931年から1934年の間はトルコのイズミルの植物病理学研究所の教授、所長として働いた。1934年にドイツに戻ると過去の共産党員であったために起訴され、公職から追放された。1934年から1939年の間、ベルリン・ダーレム植物園、植物博物館で研究者助手として働いた。1939年から1944年の間、兵役につかされた。
1946年にドイツ共産党とドイツ社会民主党が合併して成立したドイツ社会主義統一党の党員となり、東ドイツ文化連盟に参加した。1946年からイェーナ大学の植物学の教授となり、チューリンゲン植物学会、チューリンゲン植物園の理事長を務めた。1951年から1958年の間、イェーナ大学の学長を務め、その他の公職も務めた。
1956年に愛国功労勲章（Vaterländischer Verdienstorden）、1980年にカール・マルクス勲章を受勲した。
イェーナ大学の標本館に多くの標本を残した。International Plant Names Indexには341件の新種植物の同定と分類の記録が登録されている。